# Austrália nos Jogos Olímpicos de Inverno de 1956
A Austrália participou dos Jogos Olímpicos de Inverno de 1956 em Cortina d'Ampezzo, na Itália.